# Гребенюк Володимир Валентинович
Володимир Валентинович Гребенюк (* 24 січня 1987) — український футболіст, воротар «Колоса».

## Життєпис
Володимир Гребенюк народився 24 січня 1987 року. У ДЮФЛУ в 2001 по 2003 роки в складі київського «Локомотива», з 2003 по 2004 роки виступав у складі київського «Динамо».
У 2005 році підписав свій перший професійний контракт, з першоліговим броварським «Нафкомом». У складі «Нафкому» дебютував 22 квітня 2005 року в домашньому матчі 25-го туру чемпіонату України серед клубів першої ліги проти ФК «Миколаєва». Володимир вийшов у стартовому складі та відіграв увесь поєдинок, а броварський клуб здобув перемогу з рахунком 1:0. В сезонах 2004/05 та 2005/06 років основним воротарем в команді не був, лише в першій частині сезону 2006/07 років став основним голкіпером команди. Загалом у складі броварського клубу в чемпіонатах України зіграв 18 матчів, у яких пропустив 16 м'ячів. Ще 1 матч (2 пропущених м'ячі) Володимир провів у кубку України.
Сезон 2007/08 років провів у складі нижчолігового польського клубу «Лужице» (Любань). В 2008 року повернувся в Україну та продовжив виступи в складі клубу «Світанок» (Ковалівка).
В 2009 році повернувся до виступів на професіональному рівні, підписавши контракт з вінницькою «Нивою». У складі вінницького клубу зіграв лише один матч, домашній, 15 серпня 2009 року в 3-му турі групи А чемпіонату України з футболу серед клубів другої ліги проти львівських «Карпат-2». У тому поєдинку «Нива» здобула розгромну перемогу з рахунком 7:1. Сам Володимир вийшов на поле на 81-ій хвилині матчу, замість Василя Скибенка.
В 2010 році виступав у київській «Батьківщині» (1 матч). В 2011 році перейшов ло іншого аматорського клубу, вишгородського «Діназу», в складі якого зіграв 6 матчів. Також в складі вишгородського клубу став переможцем чемпіонату Київської області.
З 2012 року виступає в складі ковалівського «Колосу».

## Досягнення

### На професіональному рівні
- Друга ліга:
  -  Переможець (1): 2015-16

### На любительському рівні
- Чемпіонат України серед аматорів:
  -  Бронзовий призер (1): 2015

- Чемпіонат Київської області:
  -  Чемпіон (4): 2011, 2012, 2013, 2014

- Кубок області:
  -  Володар (1): 2014

- Суперкубок Київської області:
  -  Володар (3): 2012, 2013, 2014

- Меморіал Олександра Щанова:
  -  Фіналіст (2): 2012, 2013

- Меморіал Олега Макарова:
  -  Володар (1): 2015